# جورج بریستو (بازیکن فوتبال)
جورج بریستو (انگلیسی: George Bristow; ۲۵ ژوئن ۱۹۳۳ – ۳ ژانویهٔ ۲۰۱۰) بازیکن فوتبال اهل بریتانیا بود.
از باشگاه‌هایی که در آن بازی کرده‌است می‌توان به باشگاه فوتبال هیلینگدون بورو، باشگاه فوتبال کویینز پارک رنجرز و باشگاه فوتبال برنتفورد اشاره کرد.